# Sojuz 39
Sojuz 39 (ryska: Союз-39) var en flygning i det sovjetiska rymdprogrammet. Flygningen gick till rymdstationen Saljut 6 och var den åttonde i Interkosmosserien. Farkosten sköts upp med en Sojuz-U-raket från Kosmodromen i Bajkonur den 22 mars 1981. Den dockade med rymdstationen den 23 mars 1981. Farkosten lämnade rymdstationen den 30 mars 1981. Några timmar senare återinträdde den i jordens atmosfär och landade i Sovjetunionen.